# Pulse Code Cab Signaling

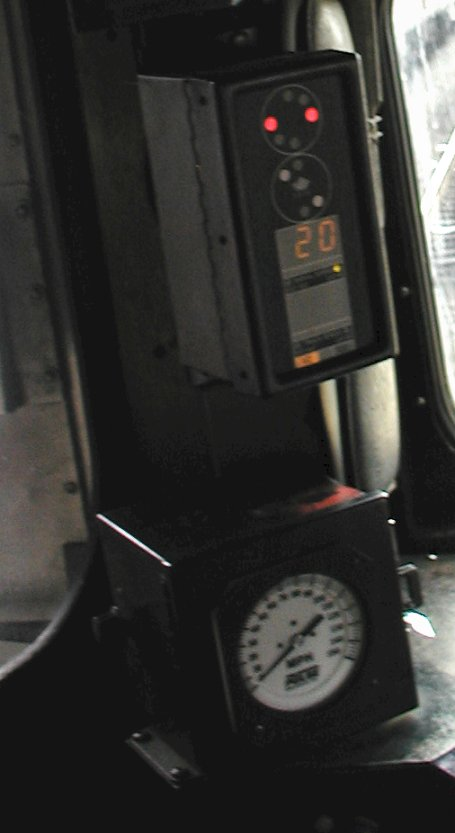
Amtrak Führerstandsanzeige

Das Pulse Code Cab Signaling ist ein den USA verbreitetes Zugbeeinflussungssystem, der Begriff bedeutet "puls-code-modulierte Führerstandssignalisierung". In der Grundversion überträgt es wie das italienische RS4 Codici vier Fahrbegriffe. Dieses "4-aspect-system" wurde in den 1920er Jahren von der Eisenbahngesellschaft Pennsylvania Railroad eingeführt.

## Geschichte
Im Jahre 1922 beschloss die Eisenbahnaufsicht Interstate Commerce Commission, dass Züge ohne automatische Zugbeeinflussung zukünftig nicht mehr als 80 Meilen pro Stunde (mph) fahren dürfen. Die Eisenbahngesellschaft Pennsylvania Railroad nahm dies als Anlass, eine kontinuierliche Führerstandssignalisierung einzuführen, und beauftragte den Zulieferer Union Switch & Signal mit der Entwicklung.
Bis 1927 waren die Tests so weit gediehen, dass man eine Anzeige mit vier Fahrbegriffen definieren konnte. Ursprünglich sollte der Lokführer die Änderung mit Einschränkung quittieren (ohne Quittierung wäre dann eine automatische Bremsung eingetreten), man entwickelte später jedoch für den Passagierbetrieb eine Geschwindigkeitsüberwachung für die Fahrzeuge ("Clear" = unbeschränkt, "Approach Medium" = Annäherung mit bis zu 45 mph, "Approach" = langsame Annäherung mit bis zu 30 mph, "Restricting" = Rangierbetrieb mit bis zu 20 mph).
Pennsylvania Railroad installierte anschließend Anlagen auf seinen Strecken von Pittsburgh bis Philadelphia und New York bis Washington. Daran anschließende Gesellschaften übernahmen diese Zugbeeinflussung und das System entwickelte sich schnell zum De-facto-Standard in den USA, einschließlich der erweiterten und kompatiblen Systeme.

## Funktion
In die Schiene wird ein 100 Hz Signal eingespeist, wobei die Einspeisung einem Pulscode folgt. Eine Tastung von 180 Pulsen pro Minute steht für "Clear" (Strecke frei / unbeschränkt), 120 Pulse pro Minute entsprechen "Approach Medium" (Fahrt verlangsamen), 75 Pulse pro Minute ist "Approach" (langsame Annäherung) und 0 (kein Puls) für "Restricting" (Rangierfahrt auf Sicht).
Diese grobe Einteilung war für einige Anwendungen nicht hinreichend, etwa im dichten Verkehrstakt der städtischen Schnellbahnen und bei der Annäherung schwerer Züge an die häufigen Kurven auf bergigen Strecken. So führte man einen weiteren Puls-Code mit 270 Pulsen pro Minute ein und sendete parallel dazu Pulse auf einer Frequenz von 250 Hz. Dies erlaubt feiner abgestufte Geschwindigkeitsvorgaben zu definieren. Die Zugbeeinflussung im Nord-Ost-Korridor arbeitet seit den 1990er Jahren nach folgender Zuordnung:
| 100 Hz code | 250 Hz code | Cab Signal Aspect | Cab Signal Speed | Notes                                                                |
| ----------- | ----------- | ----------------- | ---------------- | -------------------------------------------------------------------- |
| 180         | 180         | Clear             | 150 mph          | Legacy Units get Clear (125 mph)                                     |
| 180         | ---         | Clear             | 125 mph          | Original PRR System Code                                             |
| 270         | 270         | Clear             | 100 mph          | Used for high density signaling.                                     |
| 270         | ---         | Cab Speed         | 60 mph           | Used for high density signaling. Compatible with LIRR ASC System     |
| 120         | 120         | Cab Speed         | 80 mph           | Used for most high speed turnouts. Legacy Units get Approach Medium. |
| 120         | ---         | Approach Medium   | 45 mph           | Original PRR System Code                                             |
| 75          | ---         | Approach          | 30 mph           | Original PRR System Code                                             |
| 0           | ---         | Restricting       | 20 mph           | Failsafe state. Original PRR System Code                             |

Man beachte die Rückwärtskompatibilität mit dem 4-aspect-system – nur bei Verwendung der 270er Tastung entsteht eine Inkompatibilität, diese wird aber nur im Bereich der New York Penn Station angewandt, und ist dort von der Verwendung der Long Island Rail Road Züge abgeleitet.

## Erweiterungen
Das Pulse-Code-System ist mit verschiedenen Erweiterungen versehen worden, sowohl für den Betrieb von Stadtbahnnetzen als auch den Hochgeschwindigkeitsverkehr. Allerdings sind diese Erweiterungen untereinander inkompatibel, sie haben nur den kleinsten gemeinsamen Nenner mit dem 4-aspect-system.
Die Funktionen des Führerstands wurden infolge des Eisenbahnunfalls bei Chase 1987 um eine Geschwindigkeitsüberwachung LSL ("locomotive speed limiter") ergänzt – während die Signale sonst nur einen Warnton erzeugen, der quittiert werden muss, wird bei der LSL eine Bremskurve computergestützt überwacht.
Der US-Kongress hat 2008 gefordert, dass bis 2015 ein einheitliches Zugbeeinflussungssystem Positive Train Control (PTC) eingeführt wird (Rail Safety Improvement Act, veröffentlicht am 16. Oktober 2008). Es gab anschließend noch Diskussionen, da der Beschluss ein "Unfunded Mandate" ist (also keine finanzielle Unterstützung aus dem Bundeshaushalt beinhaltet), jedoch hat die Eisenbahnbehörde (Federal Railroad Administration) am 12. Januar 2010 klar das positive Kosten-Nutzen-Verhältnis betont und die Eisenbahngesellschaften zur Umsetzung verpflichtet.
In einer Stellungnahme des Eisenbahnverbandes AAR (Association of American Railroads) wird diesbezüglich auf das bestehende ACSES (Advanced Civil Speed Enforcement System) verwiesen, das von Amtrak für den Hochgeschwindigkeitsverkehr im Nordostkorridor installiert wurde (getestet 2000–2002 zwischen New Haven und Boston, nachfolgend bis Washington ausgedehnt). Jenes System basiert auf Eurobalisen, allerdings ist es vom europäischen ERTMS zu unterscheiden, da die Fahrbegriffe des Pulse Code Cab Signaling derzeit Vorrang haben und kein GSM-R verwendet wird. Insbesondere für den Güterverkehr ist auch in der Diskussion, auf die Positionsmeldung von Balisen zu verzichten und mit Differential GPS zu arbeiten. Diese Elemente werden dann in ein neuartiges PTC-System zusammengefasst.